# Интервю
Интервюто е диалог между двама или повече души (интервюиращ и интервюиран), където въпросите са задавани от интервюиращия, за да получи информация от интервюирания. Това може да е репортер за дадена медия – вестник, списание, радио и др. Синоним на тази дума е българската събеседване. В областта на психологията интервютата се използват като метод на изследване. Те могат да бъдат провеждани поединично и като продължение на изследване с тестове като например Тематично-аперцептивния тест.